# Cupalite
La cupalite è un minerale rinvenuto lungo il torrente Listvenitovyi, in Russia, presso i monti dei Coriacchi, nel Circondario autonomo della Čukotka (Circondario federale dell'Estremo Oriente). Descritto nel 1985, il nome deriva dalla composizione chimica (Cuprum e Aluminium).

## Morfologia
La cupalite è stata trovata in granuli mirmechitici o dendritici a forma di goccia di qualche micrometro o in grani irregolari o arrotondati.

## Origine e giacitura
La cupalite è stata trovata associata alla khatyrkite.